# Parti Québécois

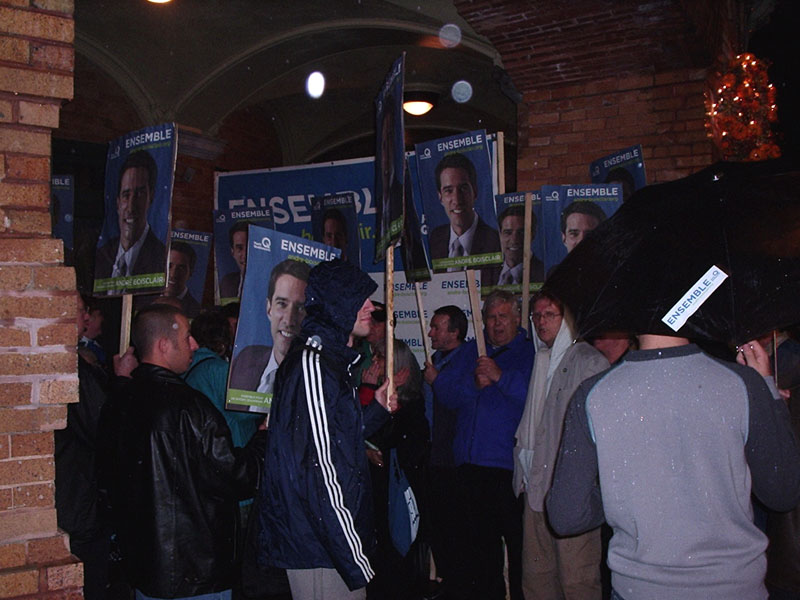
Militants d'André Boisclair a la sortida del debat públic de Québec per escollir la direcció del Parti Québécois de 2005

El Partit Quebequès (Parti Québécois en francès) és un partit polític quebequès que preconitza la independència del Quebec respecte al Canadà.
El territori quebequès, originàriament ocupat pels habitants autòctons, va ser explorat primerament per Jacques Cartier, des del 1534 fins al 1541. Va formar part de Nova França d'ençà la fundació del Quebec, el 1604, fins a la conquesta britànica, entre 1759-1760.

## Història
El Partit Quebequès és el resultat de la fusió, l'any 1968, del Mouvement souveraineté-association de René Lévesque i el Ralliement national. Poc després de la seva creació, el Rassemblement pour l'indépendance nationale (Assemblea per la independència nacional) es dissolgué i es convidà els seus membres a afiliar-se al PQ.
Els principals objectius que defensa el partit encara no s'han assolit: la independència política, econòmica i social de l'actual província del Quebec.
El PQ impulsà el referèndum de 1980, on es demanava un mandat per iniciar les negociacions que portessin a la independència. En aquesta ocasió guanya el NO amb un 60% dels vots. L'any 1995 però, tingué lloc un segon referèndum on la proposta fou també derrotada però aconseguí un 49,6% dels vots. El llavors Premier Jacques Parizeau culpà de la derrota als diners i al que ell anomenà el "vot ètnic", i presentà la seva dimissió només un dia després de la votació.
En els darrers anys, els resultats del PQ als comicis han anat a la baixa. En les eleccions generals quebequeses de 2007, el partit va perdre la segona posició en favor de la conservadora Acció Democràtica al Quebec. Pocs mesos després, al novembre, el líder de la formació, André Bosclair presentà la seva dimissió, i fou rellevat al càrrec per Pauline Marois.
Després de créixer en 2012 fins a 54 escons i poder formar govern, minoritari, amb Marois al capdavant. Sense una majoria estable, Marois convocà eleccions per al 7 d'abril de 2014 i patí el major revés electoral de la seva història en perdre 24 escons i quedar-se només amb 30. Arran d'això, va dimitir com a líder del PQ, Stéphane Bédard fou el líder interí fins que Pierre Karl Péladeau fou escollit nou líder del partit el 15 de maig de 2015.

## Resultats electorals
| Eleccions a l'Assemblea Nacional del Quebec |                          |           |       |     |          |      |         |                         |
| Eleccions                                   | Líder                    | Vots      | %     | +/- | Escons   | +/-  | Posició | Govern                  |
| 1970                                        | René Lévesque            | 662.404   | 23,08 |     | 7 / 108  | 7    | 4t      | Sense estatus de partit |
| 1973                                        | René Lévesque            | 897.809   | 30,22 |     | 6 / 110  | ▼ 1  | 2n      | Oposició                |
| 1976                                        | René Lévesque            | 1.390.351 | 41,37 |     | 71 / 110 | 65   | 1r      | Govern                  |
| 1981                                        | René Lévesque            | 1.773.237 | 49,26 |     | 80 / 122 | 9    | 1r      | Govern                  |
| 1985                                        | Pierre Marc Johnson      | 1.320.008 | 38,69 |     | 23 / 122 | ▼ 57 | 2n      | Oposició                |
| 1989                                        | Jacques Parizeau         | 1.369.067 | 40.16 |     | 29 / 125 | 6    | 2n      | Oposició                |
| 1994                                        | Jacques Parizeau         | 1.751.442 | 44,75 |     | 77 / 125 | 48   | 1r      | Govern                  |
| 1998                                        | Lucien Bouchard          | 1.744.240 | 42,87 |     | 76 / 125 | ▼ 1  | 1r      | Govern                  |
| 2003                                        | Bernard Landry           | 1.269.183 | 33,24 |     | 45 / 125 | ▼ 31 | 2n      | Oposició                |
| 2007                                        | André Boisclair          | 1.125.546 | 28.35 |     | 36 / 125 | ▼ 9  | 3r      | Oposició                |
| 2008                                        | Pauline Marois           | 1.141.751 | 35,17 |     | 51 / 125 | 15   | 2n      | Oposició                |
| 2012                                        | Pauline Marois           | 1.393.703 | 31,95 |     | 54 / 125 | 3    | 1r      | Govern                  |
| 2014                                        | Pauline Marois           | 1.074.120 | 25,38 |     | 30 / 125 | ▼ 24 | 2n      | Oposició                |
| 2018                                        | Jean-François Lisée      | 687.995   | 17,06 |     | 10 / 125 | ▼ 20 | 3r      | Oposició                |
| 2022                                        | Paul St-Pierre Plamondon | 600.708   | 14.61 |     | 3 / 125  | ▼ 7  | 4t      | Oposició                |

## Líders del partit
El Partit Quebequès ha estat dirigit per set líders des de la seva fundació. Tots ells van ser primers ministres, excepte André Boisclair. El líder que va ocupar el càrrec durant més temps va ser René Lévesque que va ser el cap de la fundació del partit del 1968 fins a 1985.
Quatre persones també van proporcionar els períodes intermedis entre els mandats dels líders: Guy Chevrette (1987-1988), Louise Harel (2005), François Gendron (2007) i Stéphane Bédard (2014).
| Nom                  | Líder     | Primer ministre |
| -------------------- | --------- | --------------- |
| René Lévesque        | 1968-1985 | 1976-1985       |
| Pierre Marc Johnson  | 1985-1987 | 1985            |
| Jacques Parizeau     | 1988-1996 | 1994-1996       |
| Lucien Bouchard      | 1996-2001 | 1996-2001       |
| Bernard Landry       | 2001-2005 | 2001-2003       |
| André Boisclair      | 2005-2007 | —               |
| Pauline Marois       | 2007-2014 | 2012-2014       |
| Pierre-Karl Péladeau | 2015      | —               |

## Presidents del partit quebequès
- Monique Richard (2005-2009)
- Jonathan Valois (2009-2011)
- Raymond Archambault (À partir de 2011)